# 琵琶镇 (富顺县)
琵琶镇，是中华人民共和国四川省自贡市富顺县下辖的一个乡镇级行政单位。2019年9月撤销万寿镇，将原万寿镇青山村、建国村、洞上村和安溪镇顺江村所属行政区域划归琵琶镇管辖，琵琶镇人民政府驻河堰新街20号。

## 行政区划
琵琶镇下辖以下地区：
琵琶场社区、文昌村、理策村、艾家村、楼阴村、石贡村、石牛村、槽房村、土地村、富安村、青峰村、徐家嘴村、农场村和金竹村。